# 村上瑠美奈
村上瑠美奈（むらかみるみな、1989年11月8日 - ）は、日本の女性アーティスト、振付師である。アーティスト活動はRazwald (ラズワルド) 名義、YouTubeのチャンネル名は RUMINA channel 。2022年に解散したprediaのメインボーカルで、ライブ演出や一部の楽曲の振付も手掛けた。アイドルグループ ルージュブックのダンス指導と振付を担当。デジタル写真集『村上瑠美奈のジブンサガシ旅』連載中。東京都出身。プラチナムプロダクション所属。

## 略歴
2010年11月、predia としての活動を開始。
2011年、日産センチュリー証券イメージガール。
2013年12月、predia のメンバーである湊あかね、岡村明奈、BAND-MAIDのメンバーである遠乃歌波、廣瀬茜の5人でアコースティックグループ もちとちーず を結成、活動を開始。
2015年11月8日、26歳の誕生日当日に初めてのソロライブ「ruminavigation」を開催。初めて作詞作曲をした『きっと。』をキーボードによる弾き語りで披露。
2017年7月6日、ソロプロジェクト、ラズワルドとして初のライブ出演（「WEST ROCK MUSEUM 2017～初夏の宴～」 at TSUTAYA O-WEST）。披露した5曲はすべて自身による作詞。（『fighter』 『特別な僕に』 『Days』 『きっと。』 『Bang!』）
2018年2月7日、月刊デジタルファクトリーにて、「るみなカメラ -predia写ルンです-」連載開始。
2019年3月8日、写ルンですの魅力に迫ったフリーペーパー 『いつでも どこでも だれとでも』 にインタビュー掲載。
2021年6月9日、『SENSE 2021年7月号』巻頭特集「お洒落有名人たちのＴシャツスナップ！」に掲載。
2022年6月5日、predia 解散。
2022年10月1日、月刊デジタルファクトリーにて、「村上瑠美奈のジブンサガシ旅」連載開始。
2023年3月15日、振付師としてデビュー。「ルージュブック幕開け公演-夢みたいなホントのお話。-」渋谷WWW。
2023年9月28日~10月1日、「村上瑠美奈のジブンサガシ旅写真展」(恵比寿山小屋) 開催。9月29日および30日、「スライドショー＆トークショー」(恵比寿 Malu Studio) 開催。
2024年3月28日、Instagram サブスクリプションを開始。

## 人物
成蹊大学理工学部出身。妹が1人いる。憧れの女性は安室奈美恵。
趣味は買い物（ルブタン収集）と海外ドラマ鑑賞。自らのキャッチフレーズで「ルブタンの靴しか履きたくない」と言う程、ファッションブランド「クリスチャン・ルブタン」の靴が好き。predia のおしゃれ番長と言われている。好きな海外ドラマは「ゴシップガール」で、好きな登場人物は「ブレア・ウォルドーフ」。
SEKAI NO OWARIのNakajinが塾講師のバイトをしていた時代の教え子であり、その繋がりでセカオワメンバーとは交友関係を持っている。
特技はダンス、歌、水泳、三味線。

## 作品

### predia
シングル
- Dia Love（2011年1月26日、JRRC-1023）- EAN 4562232210603。
- Dream Of Love（2011年7月20日、JRRC-1027/8）- EAN 4562232210627。
- ハニーB（2011年11月23日、JRRC-1032/3）- EAN 4562232210641。
- Hey Now!!（2013年8月27日、PPRC-0002）- EAN 4582417835339。
- Crazy Cat（2013年4月17日、PSMC-0007）- EAN 4582414480037。
- 壊れた愛の果てに（2014年8月6日、CRCP-10315/7）- EAN 4988007260428。
- 美しき孤独たち（2014年12月17日、CRCP-10337/9）- EAN 4988007266277。
- 満たしてアモーレ（2015年8月26日、CRCP-10344/6）- EAN 4988007271462。
- 刹那の夜の中で（2016年1月27日、CRCP-10352/4）- EAN 4988007273114。
- 禁断のマスカレード（2017年1月25日、CRCP-10368/70）- EAN 4988007277907。
- ヌーベルキュイジーヌ（2017年6月21日、CRCP-10373/5）- EAN 4988007279536。
- Ms.Frontier（2017年10月25日、CRCP-10383/5）- EAN 4988007280792。
- カーテンコール（2018年8月22日、CRCP-10410）
- NAKED（2019年6月12日、CRCP-10427）[6]

アルバム
- Invitation（2012年3月28日、PSMC-0001/2）- EAN 4522197115450。
- Escort me?（2012年12月12日、PSMC-0005/6）- EAN 4582414480013。
- Best of predia 2010-2013 〜Reception〜（2014年4月9日、PPRC-0008）- EAN 4580448950069。
- 孤高のダリアにくちづけを（2015年2月18日、CRCP-40395/6）- EAN 4988007267939。
- 白夜のヴィオラにいだかれて（2016年6月22日、CRCP-40462/3）- EAN 4988007274623。
- ファビュラス（2018年2月14日、CRCP-40548/9）- EAN 4988007282215

映像作品
- predia LIVE DVD SHIBUYA-AX PARTY ON MAY 3, 2013（2013年10月7日、PPRC-0003）- EAN 4580448950014。

### もちとちーず
シングル
- あめハレ。/あなたと。（2015年9月30日、PPRC-0013）- EAN 4580448950137。

## 振付
- predia
  - 『Voyage』
  - 『Paradise』
  - 『Wake Up』
- ルージュブック
  - 『Dreamin’ tales』
  - 『ルージュブック〜序章〜』
  - 『限界カモフラージュ』
  - 『Still I Want...』
  - 『Rouge Diary』
  - 『夏のオオカミ』
  - 『ケセラセラ』
  - 『約束は赤く染めたくちづけで』
  - 『Pages』
  - 『ロマンチックプラシーボ』
  - 『Sugar Pop Summer』
  - 『ルージュな帽子と僕たちと』

## 出演

### テレビ番組
- ラグマヨ!ラグビー日本代表応援宣言（2011年6月 - 10月、日本テレビ）
- 全力水（2011年7月19日、テレビ朝日）
- スター☆ドラフト会議（2011年8月16日、日本テレビ）
- 春のBS渋谷で会いまショー2013（2013年3月30日、NHK BSプレミアム）
- ヨガ5（2013年4月 - 、NHK BS1）
- TBS若手ディレクターと石橋の土曜の3回SP（2013年4月3日、TBS）
- 全力坂（2015年12月24日、テレビ朝日）
- 全力坂（2016年1月19日、テレビ朝日）

### ラジオ
- prediaのラジoh!party（2012年4月17日 - 、ジャスクリ）
- 小島よしお☆爆・笑太郎のギャグモーニング!（2016年7月2日 - 2016年12月31日、文化放送）
- 小島よしお・オムニボットのおしゃべりモーニング!（2017年1月7日 - 2017年4月1日、文化放送）

### CM
- mod hair
- nissen
- タカラトミー 「プリントス（Printoss）」（2017年11月 - ） - 渡邊真由・小磯陽香（以上PALET）と共演

### 雑誌
- SENSE 2021年7月号 巻頭特集「お洒落有名人たちのＴシャツスナップ！」（2021年6月9日）
- SENSE 2021年8月号 巻頭特集「お洒落有名人たちのスニーカースナップ！」（2021年7月9日）

### ネット配信
- 美女暦（2011年7月21日、PINKU） - 涼風美女[7]。
- Levis curveID
- Hair コレッ!（2010年10月26日、東京HERO'S）[8]
- GooWORLD（2011年5月12日、プロトコーポレーション）[9]
- 美女ナブル（2013年9月、キョウエイプランニング）[10]
- 日本すっぴん協会（2013年8月5日）[11]
- H&M HOUSE movie（2016年4月9日、H&M）
- 日本政府観光局（JNTO） Hong Kong Office ゆるたび 「閒式遊日本 Episode 6 感受細緻旭川函館」（2017年1月13日、日本國家旅遊局 Visit Japan HK）
- SENSE 2021年7月号 連動企画「MY FAVORITE T-SHIRT -私の愛するＴシャツ-」（2021年6月15日、センスチャネル【SENSE】）
- SENSE 2021年8月号 連動企画「MY FAVORITE SNEAKERS -私の愛するスニーカー-」（2021年7月17日、センスチャネル【SENSE】）

### イベント
- 三愛水着ファッションショー2011（2011年、三愛）[12]
- エヴァンゲリオン×美少女写真展（2012年、ジェイコム）[13]
- YONEX SNOWBOARD COLLECTION 2012/2013（2012年、ヨネックス）
- 三愛コレクション 2013 Spring & Summer（2013年2月13日 - 14日、三愛）[14]